# Premi Nacional d'Arts Visuals
El Premi Nacional d'Arts Visuals formà part dels Premis Nacionals de Cultura i fou concedit anualment per la Generalitat de Catalunya a través del Consell Nacional de la Cultura i de les Arts, reconeixent la trajectòria professional de cada guardonat en la seva categoria i amb una dotació de 18.000 euros.
El premi fou designat per un jurat que proposa al Plenari del Consell Nacional de la Cultura i de les Arts la llista de premiats i era atorgat en una cerimònia realitzada el mes de setembre presidida pel President de la Generalitat, conjuntament amb la resta de Premis Nacionals de Cultura.
Des de la seva creació fins al 2004 aquesta categoria fou anomenada Premi Nacional d'Arts Plàstiques. A partir d'aquest any adoptà el nom de Premi Nacional d'Arts Visuals. A principis d'abril de 2013 es va fer públic que el Govern de la Generalitat de Catalunya reduïa els premis Nacionals de Cultura de 16 a 10 guardonats, i n'abolia les categories, creant un sol guardó de Premi Nacional de Cultura, amb la intenció de "tallar el creixement il·limitat de categories".

## Guanyadors
Des del 1995 el Premi Nacional d'Arts Visuals s'ha atorgat a:
- 1995 - Joan-Josep Tharrats (premi d'honor per tota la seva trajectòria)hemeroteca.la vanguardia. i Antoni Tàpies i Puig
- 1996 - Antoni Miralda i Antoni Muntadas
- 1997 - Jaume Plensa
- 1998 - Leopold Pomés i Campello
- 1999 - Miquel Barceló Artigues
- 2000 - Xavier Valls i Subirà
- 2001 - Toni Catany
- 2002 - Eulàlia Valldosera
- 2003 - Albert Ràfols-Casamada
- 2004 - Joan Colom i Altemir
- 2005 - Perejaume
- 2006 - Antoni Abad
- 2007 - Frederic Amat
- 2008 - Carlos Pazos
- 2009 - Francesc Torres Iturrioz
- 2010 - Eugènia Balcells
- 2011 - Joan Fontcuberta[3]
- 2012 - Àngels Ribé